# 格伦·达菲·施莱弗

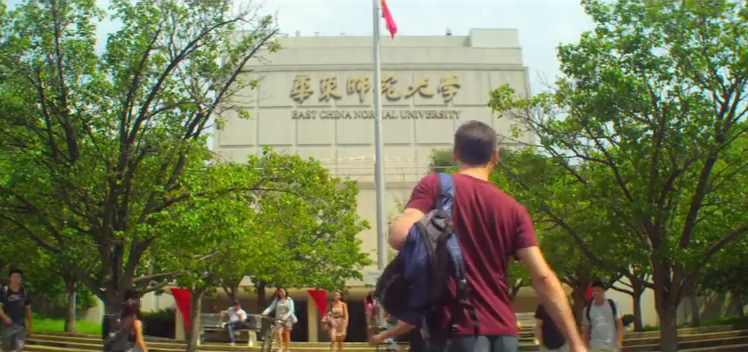
美国联邦调查局以施莱弗的故事为原型制作了电影短片《兵棋游戏》，告诫美国大学生不要为外国政府工作。图为短片中由演员饰演的施莱弗在华东师范大学主校门前。

格伦·达菲·施莱弗（Glenn Duffie Shriver，1981年11月23日—），美国公民，因为试图为中华人民共和国窃取情报而被捕。

## 生平
施莱弗生于美国弗吉尼亚州亨利科縣，靠近里士满。1983年其父母分居，他随母亲搬到了密歇根州杰尼森地区。他住在密歇根州乔治镇。他的整个初二是在密歇根州怀俄明上的，:119之后上了詹尼森高中。:120
他就读于密歇根州艾伦代尔的大峡谷州立大学（GVSU）。2001年，他在上海参加了为期45天的学习夏令营。之后，其大三是在华东师范大学度过的，也位于上海。2004年，他从GVSU毕业，并获得国际关系专业学士学位。之后，施莱弗回到上海参加工作并学习中文，直至精通。他还参演过几部中国电影。
施莱弗非常喜欢中国，他回到中国担任英语老师。其后他住在韩国，并成为金由美（Yumi Kim）的未婚夫。施莱弗对美国的热爱给金由美留下了深刻印象，金由美给他起了个外号叫“爱国者先生”。
2010年6月，施莱弗因间谍案被捕，2011年1月21日被判处四年监禁，2013年底获释。他在服刑期间获得了国际商务硕士学位。:133

## 案情
大约2004年，施莱弗参加了一次征文，就涉及台湾和朝鲜的中美关系，写了一篇文章。一名自称“阿曼达”（Amanda）的中国女子称赞了他的文章，并付给他120美元。这是一种在招募情报人员时，很常见的、低调的开始方式。阿曼达最终将施莱弗介绍给了“吴先生”（音）和“王先生”（音）。阿曼达、吴先生和王先生都是中华人民共和国国家安全部的特工，他们鼓励他申请美国政府或执法部门的工作，而没有采用更常见的、招募现有特工的方式。
不久他们告诉施莱弗，他们想获得机密材料，并付给他10,000美元让他参加2005年在上海的美国外事服务考试，但他未能通过。2006年他第二次参加了该考试，获得了20,000美元报酬，但同样失败了。2007年，施莱弗申请了中央情报局（CIA）国家秘密行动处的秘密官员职位。这次他向中国人索要并收到了40,000美元报酬。他把钱带到了美国，但没有按照法律要求进行申报。
2010年2月，在申请中情局职位的最后阶段，他撒了谎，以掩盖他与中国情报人员的关系。当年6月7日至14日，他参加了中情局的面试，并在面试中撒了谎。:127施莱弗不知道的是，中情局在招聘过程的早期就知道了他与中国的联系。中情局和联邦调查局（FBI）之后没有透露他们是如何发现施莱弗被中国政府招募的，但表示并非通过正常的背景调查。
FBI在其CIA面试之后拘留了他。FBI成员间，就是否利用他作为双重间谍，进行了争论。:127－128

## 被捕及定罪
2010年6月，施莱弗准备前往韩国时，在底特律都会韦恩县机场被捕，并被控五项“作出虚假陈述”和一项“故意密谋向中国情报官员提供国防信息”的罪行。他被拒绝保释，并由弗吉尼亚州亚历山德里亚的美国联邦检察官斯蒂芬·M·坎贝尔（Stephen M. Campbell）起诉。他被关押在亚历山德里亚市监狱。
根据1917年《间谍法》美国法典第18卷第793条“收集、传输或丢失国防信息”，施莱弗面临最高10年的监禁；但检察官还威胁他，要根据美国法典第18卷第794条“协助外国政府收集或提供国防信息”来起诉他，该罪的最高刑期为终身监禁。2010年10月，施莱佛承认了一项密谋非法传输国防信息的罪行，作为认罪协议的一部分，协议还包括了全面的汇报和测谎仪测试。2011年1月21日，法官利亚姆·奥格雷迪判处他四年监禁。
施莱弗与其上线会见过大约20次，最常会见的是“阿曼达”，并拿到了70,000美元。施莱弗说：“我做了一个愚蠢的决定。不知什么时候，我就上了贼船。这么多年背负着这样一个不为人知的秘密，我无法告诉你这是什么感觉。”大峡谷大学负责施莱弗夏令营的一个老师商戈令教授，曾担心施莱弗不知道自己这辈子想做什么。施莱弗说，他是被贪婪驱使的。他在俄亥俄州埃尔克顿附近的联邦惩教所服刑，金由美说她会等他。
王保东代表中国驻美国大使馆发言说，中国政府不做任何损害其它国家利益的事，对施莱弗的指控将被证明是错误的。这是中国政府对外国间谍案件的正常评论。2008年3月至2010年7月间，有44人被美国司法部定罪，涉及26起代表中国从事间谍活动的案件。据《华盛顿人》的戴维·怀斯（David Wise）称，施莱弗是已知的第一个中国试图招募美国人并安插在中情局内部作内奸的案例，尽管其它国家已经尝试过这种方法。
施莱弗于2013年底从联邦监狱获释。
施莱弗被捕后，大峡谷州立大学负责该校中国留学项目的教授倪培民和商戈令，在从美国起飞时被美国机场安检人员搜查，并与FBI进行了会见。:129

## 中国反应
针对这一报导，中国驻美国大使馆新闻参赞王保东第一时间发表声明说：此事是无中生有。中新社的报导援引王保东的话说：中国永远不会参与损害其它国家利益的活动。另外，BBC 和大公网援引中国使馆的声明说：“任何通过‘杜撰来诋毁中国’的意图，都将‘徒劳无功’。

## 中国媒体报导
针对美国司法部这一新闻稿，美国许多媒体都做了相关的报导。中国许多媒体，包括北京媒体如中国日报网、人民网、环球网等转载了中新社的报导。香港親北京傳媒大公网、凤凰网，美国的《侨报》等等，也都加以报导，大多数的报导都是源自中新社王欣的报导：题目是：美报诬称中国在美国情报部门安插间谍窃取机密。
中新社2010年25日发表的这篇报导说，美国媒体10月25日报导称，曾在中国生活的美国留学生施莱佛为了减轻惩罚，承认自己“密谋向中国传递美国国防情报”。美国媒体“捕风捉影地发表评论，称中国方面正在努力向美国情报部门输送间谍，以窃取机密信息。”大公网的题目是：美汉称中国出钱供其打入CIA 中方驳斥。不过，中国环球时报英文网报导题目是：美男子承认试图刺探情报罪名。

## 美国媒体报导
在施莱弗被捕时，此案只引起了密歇根州媒体的关注。
美国《华盛顿时报》发表记者戈茨的报导，题目是，间谍被捕说明北京努力吸收特工。报导说，施莱佛被捕事件，充分表明北京千方百计想渗透中情局。报导援引CIA发言人维丝(Paula Weiss)的话说，这是美国反间谍部门的成功行动。报导说，施莱佛不是第一个希望渗透CIA的中国间谍。1999年，当时的CIA局长特内特曾披露，起码有3名CIA官员曾为中国刺探情报。但这几个人都没有被抓，其中一名官员也曾拿到北京的6万美金。1985年，曾在CIA外围单位工作的美籍华人金无怠被捕。司法当局指控他长期为中国充当间谍。但金无怠最后被判刑前在监狱自杀身亡。
报导说，CIA最近几年来遭到批评，说它在反中国间谍方面，心有余而力不足。报导援引美国资深情报界人士(Kenneth E. deGrafenreid)的话说，中国很可能想把施莱佛像金无怠那样，培养成长期战略间谍。金无怠上个世纪40年代就开始为美国政府部门服务，一直为中国提供消息，一直到1985年事发被捕。华盛顿时报的报导说，另外，中国还展现了很强的间谍能力，洛杉矶的陈文英就是其中一例。陈文英曾给联邦调查局当线民，但同时，她也给中国当间谍，并同起码两名FBI高级官员保持暧昧关系。报导还援引情报官员的话说，中国的军事和情报部门，往往通过在美国办的公司为掩护，但实际上，这些公司都在设法窃取或购买不许出口中国的美国高科技。

## 相关影片
施莱弗的经历被改编为电影短片《兵棋游戏》，由火箭媒体集团（Rocket Media Group）:130与FBI的反情报部门联合制作，2014年4月在线发布。影片的目的之一是警告学生在中国的危险。演员约书亚·默里（Joshua Murray）在片中饰演施莱弗。该片制作不佳，评价不高。